# SICAM

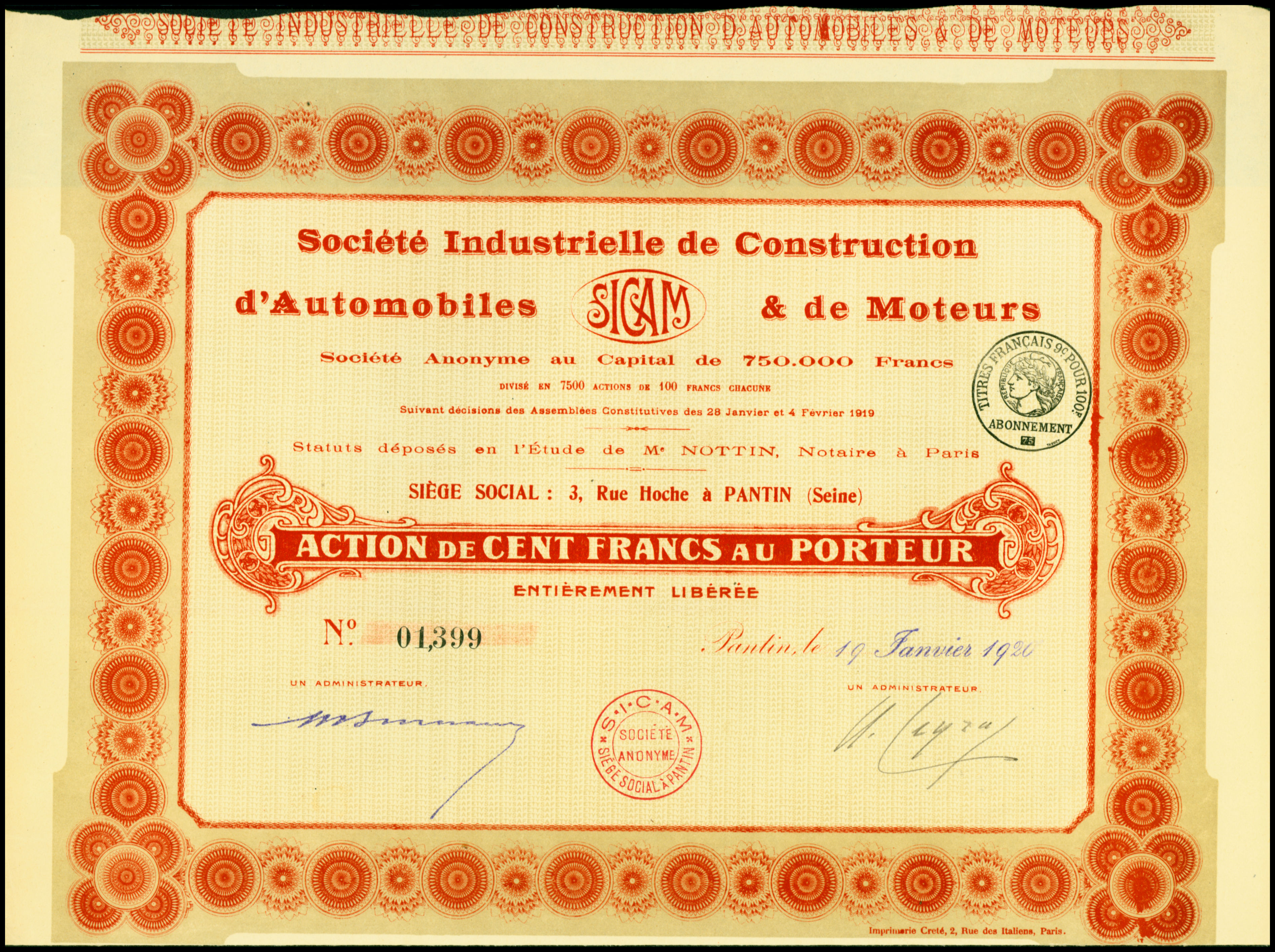
Aktie über 100 Francs der Société Industrielle de Construction d’Automobiles et de Moteurs vom 19. Januar 1920

Die Société Industrielle de Construction d’Automobiles et de Moteurs, kurz SICAM, war ein französischer Hersteller von Automobilen.

## Unternehmensgeschichte
Das Unternehmen aus Pantin begann 1919 mit der Produktion von Automobilen. Der Markenname lautete SICAM. 1922 endete die Produktion.

## Fahrzeuge
Das Unternehmen stellte Cyclecars nach einem Entwurf von Marcel Violet her. Für den Antrieb sorgte ein Zweizylinder-Zweitaktmotor mit 497 cm³ Hubraum mit einer Bohrung von 65 mm und einem Hub von 75 mm. Der Vergaser stammte von Zenith. Das Getriebe verfügte über zwei Gänge. Die Kraftübertragung erfolgte mit einer Kette. Der Verkaufspreis lag bei 4.350 Franc.